# Fördraget om Europeiska unionens funktionssätt
Denna artikel handlar om det nuvarande grundfördraget med alla ändringsfördrag. För det ursprungliga EU-fördraget från 1957, se Romfördraget.
Fördraget om Europeiska unionens funktionssätt (EUF-fördraget eller FEUF), även känt som funktionsfördraget, är ett av Europeiska unionens två grundfördrag; det andra är fördraget om Europeiska unionen.
EUF-fördraget upprättades ursprungligen genom Romfördraget. Det har sedan dess ändrats ett flertal gånger, bland annat genom fusionsfördraget, europeiska enhetsakten, Maastrichtfördraget, Amsterdamfördraget, Nicefördraget och Lissabonfördraget.
EUF-fördraget reglerar allmänna principer och bestämmelser, institutionella bestämmelser samt unionens inre och yttre åtgärder. Bland annat innehåller fördraget de rättsliga grunderna för när Europaparlamentet och Europeiska unionens råd kan lagstifta.